# Tri-City Americans
Tri-City Americans är ett amerikanskt proffsjuniorishockeylag som är baserat i Kennewick, Washington och har spelat i den nordamerikanska proffsjuniorligan Western Hockey League (WHL) sedan 1988, när laget bildades. Americans har dock sitt ursprung från Calgary Buffaloes som anslöt sig till Western Canadian Hockey League (WCHL) redan 1966. Under resans gång har de varit Calgary Centennials, 1967-1977; Billings Bighorns, 1977-1982; Nanaimo Islanders, 1982-1983 och New Westminster Bruins, 1983-1988. De ägs bland annat av de före detta ishockeyspelarna Stu Barnes och Olaf Kölzig, som spelade 1 136 respektive 719 matcher  i den nordamerikanska proffsligan National Hockey League (NHL). Laget spelar sina hemmamatcher i Toyota Center, som har en publikkapacitet på 6 000 åskådare. De har varken vunnit Memorial Cup eller WHL sen laget bildades 1988.
Laget har fostrat spelare som bland andra Stu Barnes, Milan Bartovič, Brian Boucher, Brad Ference, Scott Gomez, Olaf Kölzig, Jason LaBarbera, Daymond Langkow, Bill Lindsay, James Marshall, Josef Melichar, Ronald Petrovický, Carey Price, Todd Simpson, Sheldon Souray och Clayton Stoner som alla tillhör eller tillhörde olika medlemsorganisationer i NHL.